# Саритогай (Махамбетський район)
Саритога́й (каз. Сарытоғай) — село у складі Махамбетського району Атирауської області Казахстану. Входить до складу Махамбетського сільського округу.
Населення — 1756 осіб (2021; 1752 у 2009, 1707 у 1999, 1510 у 1989).